# Carnotaurus
Carnotaurus er en dinosaur-slægt med en art, Carnotaurus sastrei, der levede i den sene kridttid.  Carnotaurus betyder "kødædende tyr", og den har fået sit navn efter de to horn, den har i panden. Den var ca. 7,5 meter lang og vejede cirka 1 ton. Den menes at have levet for cirka 70 millioner år siden, og der er fundet et næsten fuldkomment skelet i Argentina. Fundet havde også nogle meget tydelige hudaftryk, så det er den kødædende dinosaur, hvor man ved mest om huden. Den var dækket af tusindvis af skiveformede skæl, der ikke overlappede hinanden på kroppen, og af større, kegleformede skæl langs ryggen og siderne. 
Den formodes at have  levet af planteædende dinosaurer og ådsler.
Populært er den mest kendt som de to onde dinosaurer i filmen Dinosaurerne.
Carnotaurus var også med i filmen Jurassic World: Fallen Kingdom.
| Dyr | Spire Denne artikel om dyr er en spire som bør udbygges. Du er velkommen til at hjælpe Wikipedia ved at udvide den. |